# Aryna Sabalenka
Aryna Sabalenka, född 5 maj 1998 i Minsk, är en belarusisk professionell tennisspelare.

## Karriär
Sabalenka har spelat professionell tennis sedan 2015. Bland hennes meriter kan nämnas två segrar i Australian Open 2023 och 2024, I U.S. Open tog hon sig till final 2023 och vann titeln 2024.